# Oliver Nitschmann
Oliver Nitschmann (* 7. Oktober 1971 in Kiel) ist ein American-Football-Trainer und ehemaliger -Spieler. Seit September 2009 ist er Träger des Bundesverdienstkreuzes am Bande.

## Werdegang als Trainer
Nitschmann begann als Trainer 1993 beim ASC Kiel. In der Zwischenzeit betreute und leitete er immer weitere Jugendteams, z. B. die Kiel Wild Hurricanes und die Kiel Junior Hurricans, als Auswahltrainer Schleswig-Holstein, die Düsseldorf Panther, die Mönchengladbach Mavericks und die Jugendnationalmannschaft. 2002 assistierte Nitschmann bei den Defense Backs als Observation-Coach im NFL Europe-Camp in Tampa Bay bei den Berlin Thunder. 2002 kam er zu den Düsseldorf Panthern. Er coachte dort bei den Junior Flags, den Rookies und dem First Team.
Seine sportlich erfolgreichste Zeit erlebte er bei den Rookies. Dort übernahm er im Oktober 2004 den Posten des Headcoaches und übte diesen bis Juli 2008 aus. Nitschmann wurde in dieser Zeit mit den Düsseldorf Panther Rookies viermal in Folge Deutscher Meister.
Anschließend wechselte er zu den Mönchengladbach Mavericks. Dort baute er das komplette Jugendprogramm um und neu auf. Innerhalb von zwei Jahren wurde das Jugendprogramm um drei Teams erweitert. Neben der U19 verfügt der Verein nun auch über eine U16, eine U14 und seit 2010 auch über eine U12-Tacklefootball-Mannschaft. Die U19 stieg mit Nitschmann dreimal in Folge ohne Niederlage auf und spielte 2012 in der Jugend-Regionalliga NRW.
Nach der Saison 2011 erklärte Nitschmann seinen Rückzug aus dem Coaching, um sich mehr Zeit für seine Familie zu nehmen, stieg allerdings 2016 beim American Football Schiefbahn Riders e.V. wieder als Runningbacks Coach der ersten Mannschaft ein, wo er bis heute als Coach tätig ist. Für die Saison 2021 in der Verbandsliga West wurde er gerade als neuer Defensive Coordinator der Riders vorgestellt.

## Trainerstationen
- 2022 Schiefbahn Riders (Headcoach, Defense Coordinator, RB´s)
- 2021 Schiefbahn Riders (Defense Coordinator) 1.st Team
- 2020–2021: Schiefbahn Riders (Linebacker Coach) 1.st Team
- 2016–2019: Schiefbahn Riders (Runningbacks Coach) 1.st Team
- 2008–2011: Mönchengladbach Mavericks Rookies (U19), BeRookies (U16), Juniors (U14), MavsKids (U12), HC,DC,OC,QB´s,LB´s,WR
- 2005–2008: Düsseldorf Panther Rookies Head Coach, Defense Coordinator, Position Coach (LB´s, RB´s)
- 2005–2007: Defense Coordinator / Position Coach (LB) - Deutsche Jugend Nationalmannschaft
- 2003–2004: Runningbacks Coach - Düsseldorf Panther 1st-Team
- 2002: Defense Back und Quarterback Coach - Düsseldorf Panther Junior Flags
- 2002: Observation Coach NFL Europe-Camp in Tampa Bay bei Berlin Thunder
- 2000–2001: Offense Coordinator und Position Coach (QB/WR) Jugendauswahl Schleswig-Holstein
- 1999–2002: Headcoach und Position Coach (QB/DB/WR) Kiel Baltic Hurricanes Jugendmannschaft / Junior Canes
- 1998–2001: Koordinator des Schulflagprogramms in Kiel
- 1993–2000: Head Coach Jugend-Flagabteilung des ASC Kiel / Wild Hurricanes

## Erfolge als Trainer
- 2011: Aufstieg mit den Mavericks Rookies, Regionalliga
- 2010: Aufstieg mit den Mavericks Rookies, Oberliga
- 2009: Aufstieg mit den Mavericks Rookies, Verbandsliga
- 2005, 2006, 2007, 2008: Deutscher Jugend Meister (mit den Düsseldorf Panthern)
- 2006: Silbermedaille, Jugendeuropameisterschaft in Schweden
- 2002: Bronze, Deutsche Jugend-Flagmeisterschaft mit Düsseldorf Panther Flags

### Privates
Oliver Nitschmann ist Erzieher, verheiratet und hat zwei Kinder.

### Sonstiges
- Trainer B-Lizenz Football
- Übungsleiter - Lizenz Breitensport des DSB seit 1994
- Ausbildung zum AntiGewalt (2008)- und Deeskalationstrainer (2011)
- 2009: Verleihung des Verdienstkreuzes am Bande der Bundesrepublik Deutschland
- 2005: Ehrung durch Einladung der NFL zum Youth Summit 2005, erst als zweiter deutscher Trainer nach Steffen Breuer, anlässlich des Hall of Fame-Weekends in Canton/Ohio
- 2001: Sportdirektor der Kiel Baltic Hurricanes (GFL Nord)
- 2008–2011: Mönchengladbach Mavericks
- 2002–2008: Düsseldorf Panther (2002 letzte Saison als aktiver Spieler des damaligen Regionalligisten)
- 1988–2002: Kiel Baltic Hurricanes (ASC Kiel), Gründungsmitglied

| Personendaten    | Personendaten                                   |
| ---------------- | ----------------------------------------------- |
| NAME             | Nitschmann, Oliver                              |
| KURZBESCHREIBUNG | deutscher American-Football-Spieler und Trainer |
| GEBURTSDATUM     | 7. Oktober 1971                                 |
| GEBURTSORT       | Kiel                                            |